# Hedana octoperlata
Hedana octoperlata là một loài nhện trong họ Thomisidae.
Loài này thuộc chi Hedana. Hedana octoperlata được Eugène Simon miêu tả năm 1895.